# Козак, Дмитрий Николаевич
Дми́трий Никола́евич Коза́к (род. 7 ноября 1958, Бандурово, Кировоградская область) — российский государственный и политический деятель. Заместитель руководителя Администрации президента Российской Федерации с 24 января 2020 года.
Заместитель председателя правительства Российской Федерации (14 октября 2008 — 15 января 2020). Министр регионального развития Российской Федерации (2007—2008). Полномочный представитель президента Российской Федерации в Южном федеральном округе (2004—2007). Действительный государственный советник Российской Федерации 1-го класса (2000).
С 2014 года под санкциями США и ЕС, а после вторжения России на Украину и других стран.

## Биография
Родился 7 ноября 1958 года в селе Бандурово Кировоградской области Украинской ССР.
В 1976—1978 годах проходил срочную службу в Советской армии. 12 ноября 2006 года министр обороны России С. Б. Иванов в интервью программе «Вести недели», выходящей на телеканале «Россия», сообщил, что готов раскрыть телезрителям «секрет»: Козак проходил службу в спецназе Главного разведывательного управления (ГРУ) Генштаба СССР. Информацию о своей службе в спецназе ГРУ подтвердил и сам Козак в интервью корреспонденту газеты «Metro Москва», отметив, что служба десантника — «это интересная и увлекательная служба, особенно для молодых людей».
В 1978—1980 годах учился в Винницком политехническом институте. В 1985 году окончил юридический факультет Ленинградского государственного университета имени А. А. Жданова (ЛГУ; ныне — Санкт-Петербургский государственный университет). В годы учёбы в ЛГУ был руководителем студенческого оперативного отряда.
По окончании вуза:
- 1985—1989 — прокурор, старший прокурор Ленинградской прокуратуры
- 1989 — начальник юридического отдела концерна «Монолит-Кировстрой», юрисконсульт Ассоциации морских торговых портов
- 1990—1991 — заместитель начальника юридического управления Ленгорисполкома, затем начальник юридического управления горсовета
- сентябрь 1994 года — председатель юридического комитета мэрии Санкт-Петербурга, член правительства Санкт-Петербурга
- 1996 — после поражения Анатолия Собчака на выборах главы города сохранил свой пост и в 1998 году стал вице-губернатором.
- декабрь 1998 — уволился из-за разногласий с губернатором Владимиром Яковлевым.
- январь — август 1999 года — работал в юридической фирме «Группа ЮСТ»
- август 1999 — первый заместитель руководителя аппарата Правительства Российской Федерации и и. о. руководителя аппарата Правительства Российской Федерации
- 1999—2000 — руководитель аппарата Правительства Российской Федерации — министр Российской Федерации
- июнь 2000 — заместитель руководителя Администрации президента Российской Федерации
- октябрь 2003 — первый заместитель руководителя администрации президента Российской Федерации
- 9 марта 2004 — руководитель аппарата Правительства Российской Федерации — министр Российской Федерации
- 13 сентября 2004 — 24 сентября 2007 — полномочный представитель президента Российской Федерации в Южном федеральном округе, глава «особой федеральной комиссии по Северному Кавказу»[8][9].
- 24 сентября 2007 года назначен министром регионального развития Российской Федерации[10]. С 7 по 12 мая 2008 г. — и. о. министра.
- с ноября 2007 года — председатель наблюдательного совета Государственной корпорации по строительству олимпийских объектов и развитию города Сочи как горноклиматического курорта
- с 12 мая 2008 года по 14 октября 2008 года — министр регионального развития в правительстве В. В. Путина[11].
- с 14 октября 2008 по 15 января 2020 года — Заместитель председателя Правительства Российской Федерации. Был ответственным за проведение зимней Олимпиады 2014 г. в г. Сочи[12][13]. С 23 марта 2014 года, после аннексии Крыма, курировал в правительстве России вопросы, связанные с аннексированными территориями — Республикой Крым и Севастополем[14]. С 18 мая 2018 года в сферу его ответственности вошли ТЭК и промышленность.
- с 24 января 2020 года — заместитель руководителя Администрации президента Российской Федерации. Специально под него была введена третья, не предусмотренная ранее, должность заместителя руководителя Администрации. В этой должности курирует вопросы интеграции на постсоветском пространстве и отношения с Украиной, чем ранее занимался Владислав Сурков[15][16][17]. В частности, Козак стал новым переговорщиком от России в «нормандской четвёрке».

В подчинении Дмитрия Козака находятся Управление президента РФ по приграничному сотрудничеству и Управление президента РФ по межрегиональным и культурным связям с зарубежными странами, отвечающие за постсоветское пространство.

## Оценки
Дмитрий Козак считается одной из ключевых фигур в команде президента Владимира Путина. В 2004 году возглавлял предвыборный штаб Владимира Путина.

Ему же были поручены приведение в соответствие регионального и федерального законодательства, передел полномочий между центром и регионами, реформа местного самоуправления, административная реформа.
В ноябре 2003 года Козак был спецпредставителем президента России по развитию торгово-экономических отношений с Молдавией. Предложенный им план урегулирования конфликта и воссоединения между Молдавией и Приднестровьем был принят как правительством Приднестровья, так и президентом Молдавии Ворониным, но под давлением многотысячных митингов Воронин отказался от подписания плана.
В 2019 году Козак сыграл ключевую роль в падении режима одиозного молдавского олигарха Владимира Плахотнюка. Дмитрию Козаку удалось сформировать в молдавском парламенте антиолигархическую коалицию из проевропейских партий «Действие и солидарность» и «Платформа „Достоинство и правда“» и пророссийской Партии социалистов. В итоге в стране появилось новое правительство, а Владимиру Плахотнюку пришлось бежать за границу.

## Санкции
Из-за поддержки российской агрессии и нарушения территориальной целостности Украины во время российско-украинской войны находится под персональными санкциями ряда стран.
28 апреля 2014 года введены блокирующие санкции США в отношении Козака из-за «незаконных и противоправных действий России в Украине». Также, 28 апреля, попал под санкции Канады в ответ на «незаконную оккупацию Украины и провокационную военную деятельность».
29 апреля 2014 года Козак попал под санкции Европейского союза так как он «отвечал за контроль над интеграцией аннексированной Автономной Республики Крым в состав Российской Федерации».
4 марта 2022 года, на фоне вторжения России на Украину, внесён в санкционный список Австралии.
8 марта 2022 года, «с учётом нынешней международной ситуации, касающейся Украины», внесён в санкционный список Японии.
Указом президента Украины Владимира Зеленского от 19 октября 2022 года находится под санкциями Украины, так как «является куратором внутренней политики Владимира Путина».
По аналогичным основаниям, c 24 сентября 2020 года находится под санкциями Монако. С 16 сентября 2022 года находится под санкциями Великобритании. С 25 марта 2021 года находится под санкциями Швейцарии. С 22 ноября 2022 года находится под санкциями Новой Зеландии.

## Семья
Первая жена Людмила Владимировна Козак, директор благотворительного фонда «Семья для каждого ребёнка». Сыновья Алексей (род. 12 января 1984), менеджер и Александр (род. 7 июня 1988), в 2009 году окончил факультет менеджмента «Высшей школы экономики».
Вторая жена Наталья Евгеньевна Квачева, адвокат юридической фирмы «ЮСТ».

## Собственность и доходы
Согласно официальным данным, доход Козака за 2011 год составил 3,0 млн рублей, доход супруги 6,97 млн рублей. Семье принадлежат два земельных участка общей площадью 70 соток, две квартиры, два машино-места, жилой дом площадью 782,4 м² и легковой автомобиль Audi. Совокупный доход семьи Козака за 2010 год составил 20,38 млн рублей.

## Награды
Российские
- Орден «За заслуги перед Отечеством» I степени (24 марта 2014) — за большой вклад в организацию подготовки и проведения XXII Олимпийских и XI Параолимпийских зимних игр 2014 года в Сочи и обеспечение успешного выступления сборных команд России[33];
- Орден «За заслуги перед Отечеством» II степени (6 ноября 2008) — за многолетнюю плодотворную государственную деятельность[34];
- Благодарность президента Российской Федерации (20 мая 2002) — за активное участие в подготовке Послания Президента Российской Федерации Федеральному Собранию Российской Федерации на 2002 год[35];
- Орден Ахмата Кадырова (Чеченская Республика, 2007) — за личный вклад в восстановление экономики и социальной сферы Чеченской Республики и выдающиеся заслуги в развитии государственности, укреплении мира, законности, дружбы и сотрудничества между народами Северного Кавказа, способствующие дальнейшему процветанию и славе Чеченской Республики[36][37];
- Почётный знак «За заслуги перед Кабардино-Балкарией» (Кабардино-Балкарская Республика, 2008) — за большой личный вклад в социально-экономическое развитие Кабардино-Балкарии[38];
- Медаль «Слава Адыгеи» (Республика Адыгея, 2007)[39];
- Медаль «За заслуги перед Ставропольским краем» (2007);
- Лауреат Международной премии Святого Всехвального апостола Андрея Первозванного «За веру и верность» (Фонд Андрея Первозванного) — за большой личный вклад в дело укрепления российской государственности[40];
- Орден Святой Анны II степени (2010) — за многолетнюю плодотворную государственную деятельность[41];
- Орден Республики Крым «За верность долгу» (13 марта 2015) — за мужество, патриотизм, активную общественно-политическую деятельность, личный вклад в укрепление единства, развитие и процветание Республики Крым и в связи с Днём воссоединения Крыма с Россией[42].

Спортивные
- Золотой Олимпийский орден (2014 год)[43]. Лишён в 2022 году в связи со вторжением России в Украину[44].

Иностранные
- Орден Почёта (23 августа 2023, Южная Осетия) — за большой вклад в развитие сотрудничества между Республикой Южная Осетия и Российской Федерацией[45]

## Классный чин
- Действительный государственный советник Российской Федерации 1 класса (2000)[46]